# Zwarte braam
Zwarte braam of gewone braam (Rubus sect. Rubus) is een sectie uit het geslacht braam (Rubus). De sectie wordt in Nederland vertegenwoordigd door ruim 160 soorten, waarvan de meeste sterk op elkaar lijken en veelal uitsluitend door batologen tot op soortniveau worden gedetermineerd. De sectie zelf is in Nederland en Vlaanderen algemeen; er zitten zowel ongewenste, zeer algemene soorten tussen maar ook zeer zeldzame soorten met een hoge natuurwaarde.

## Determinatie
De bladeren overlappen elkaar niet aan de randen. De steeltjes van de basale blaadjes van een vijftallig blad zijn tot 8 mm lang. De bladeren blijven tot laat in de herfst of het begin van de winter aan de plant. De onderzijde van de bladeren is bedekt met stekels. De stengel is niet of nauwelijks berijpt en met sterke stekels bezet. De plant klimt 1,5–3 m hoog.

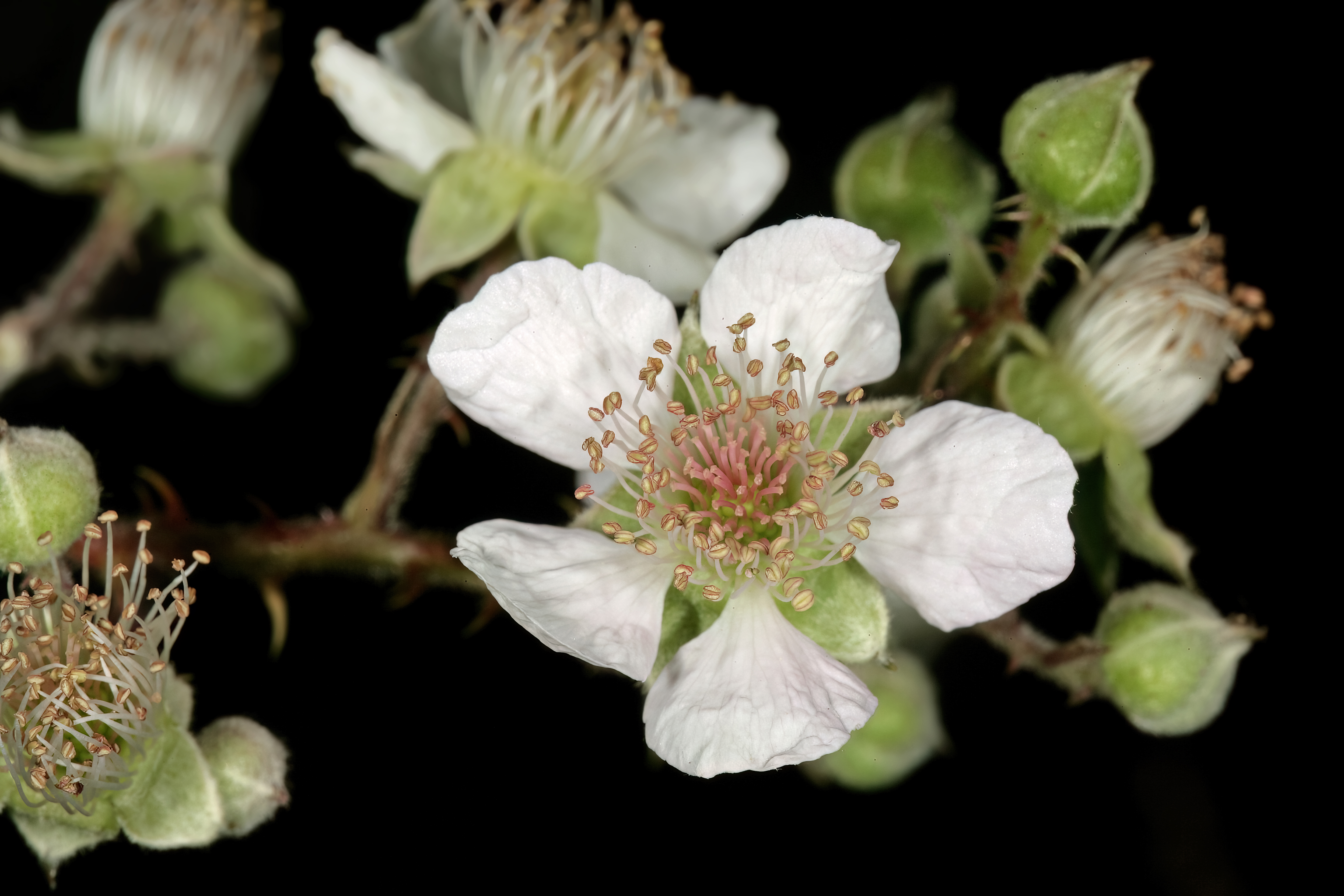
Close-up van de bloemen van gedraaide koepelbraam.

De bloemen zijn wit of roze en groeien in juli en augustus aan de plant. De kelkbladen zijn niet toegespitst. De kroonblaadjes zijn vaak iets elliptisch van vorm.
De vruchten zijn donkerblauw of blauwrood en verschijnen in augustus en september. De vrucht bestaat uit een verzameling steenvruchtjes, de deelvruchtjes zijn alle goed ontwikkeld. Ze groeien alleen aan tweejarige stengels.

## Ecologie
Er zijn nauwelijks relevante standplaatseneisen te noemen die alle soorten uit de sectie zwarte braam gemeenschappelijk hebben. Zo loopt bijvoorbeeld de amplitude aangaande de trofiegraad en pH binnen de sectie nogal uiteen. Wel hebben opvallend veel soorten uit de sectie een voorkeur voor een zekere mate van verstoring, alhoewel het om zeer uiteenlopende typen van verstoring gaat. Tot de meest typerende standplaatsen van zwarte braam behoren bosranden (en dan vooral de mantel), struweelhagen, kapvlakten, windgaten en bermen.

### Faunistische relaties
De vruchten worden door veel vogelsoorten gegeten. Maar ook zoogdieren als de vos en de das eten de vruchten. Wilde zwijnen eten de vruchten en wortels. Herten als de ree en het edelhert eten bladeren, twijgen, en vruchten.
De struiken bieden nestgelegenheid aan zangvogels en aan loopvogels als fazanten en patrijzen. Ook bieden ze dekking aan kleine zoogdieren als de veldmuis en het konijn.
Door de nectar van de bloemen zijn het ook belangrijke drachtplanten voor bijen zoals groefbijen, metselbijen, zandbijen en zijdebijen. Sommige bijensoorten nestelen in braamstengels.
De kleine bramenluis (Aphis roborum) komt evenals een aantal andere bladluizen op de plant voor. Het gevolg is onder meer een aantasting van de bladeren en een vermindering van bloei en vruchtopbrengst, die echter ten gevolge van luizen zelden helemaal verdwijnt.
De frambozentakgalmug leidt bij braam tot stengelopzwelling. De springende bramengalmug heeft zwarte braam als waardplant. Deze soort leidt bij zwarte braam tot bloemvergroeiing: de kelk groeit uit terwijl de bloem klein blijft en de knoppen blijven vaak gesloten.
In Nederland ondersteunt het Ministerie van Landbouw, Visserij, Voedselzekerheid en Natuur een onderzoek naar de werkzaamheid van verschillende aaltjespreparaten tegen galmijten in framboos (Rubus idaeus).

### Mycologische relaties
Zwarte braam kan onder andere aangetast worden door veelcellige braamroest. Deze aantasting is te herkennen door het verschijnen van donkerrode vlekjes aan de bovenzijde van het blad. Aan de onderzijde van het blad verschijnen ook vlekjes, maar dan oranje, bruin of zwart. De braamvruchten kunnen aangetast worden door grauwe schimmel.

## Gebruik
Van zwarte braam worden vooral de vruchten gebruikt. Deze worden verwerkt in gelei, jam, likeur, saus, wijn en als garnering op taarten en door ijs.
Van de langzaam gedroogde en gefermenteerde bladeren kan een thee gezet worden tegen diarree. Ook de vruchten hebben een stoppende werking door hun gehalte aan tannine.
De vruchten zijn ook gebruikt als kleurstof voor wol. De jonge scheuten werden gebruikt als basis voor bruine verf.

## Fotogalerij

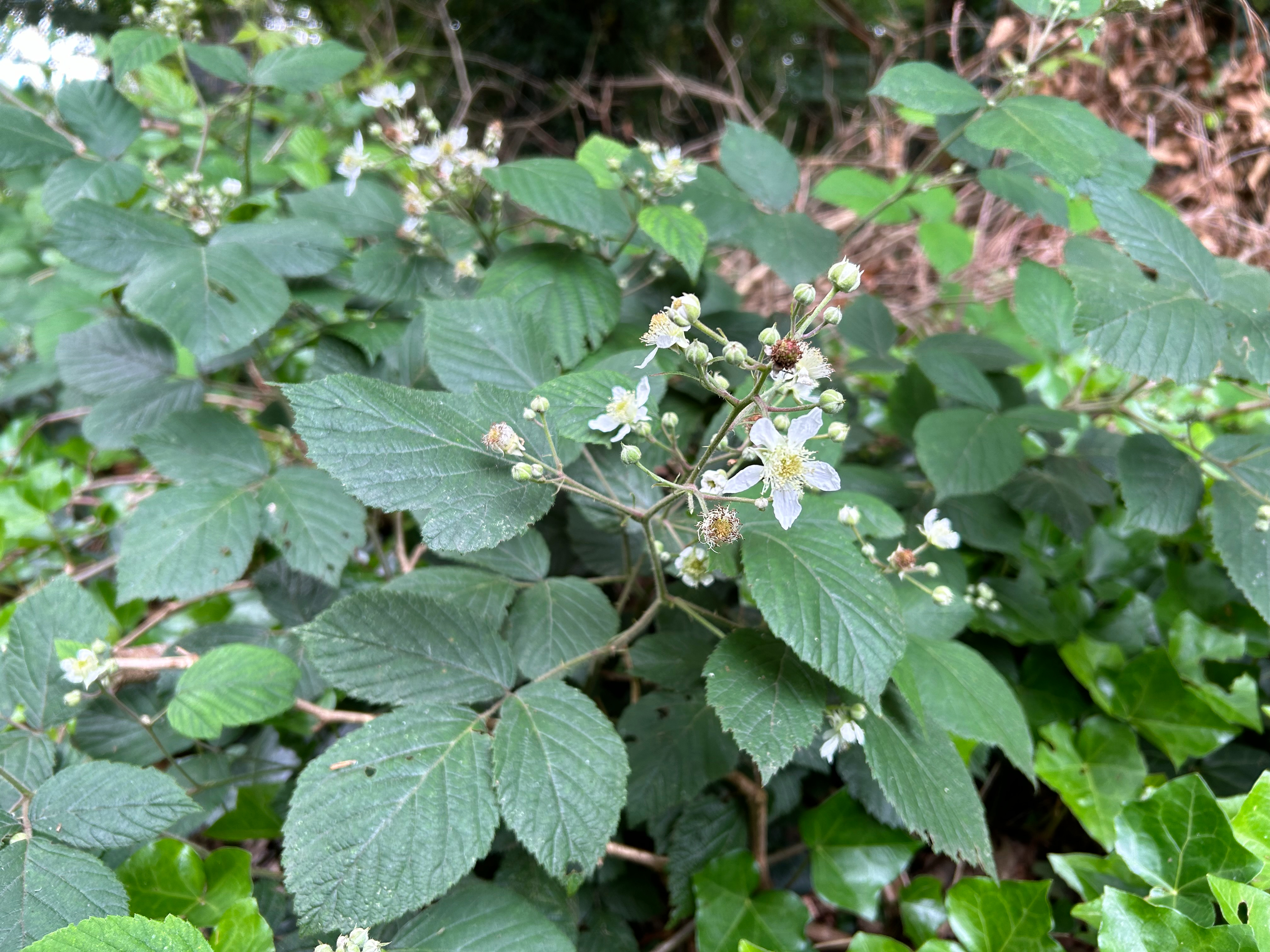
Bladhumusbraam in bloei.
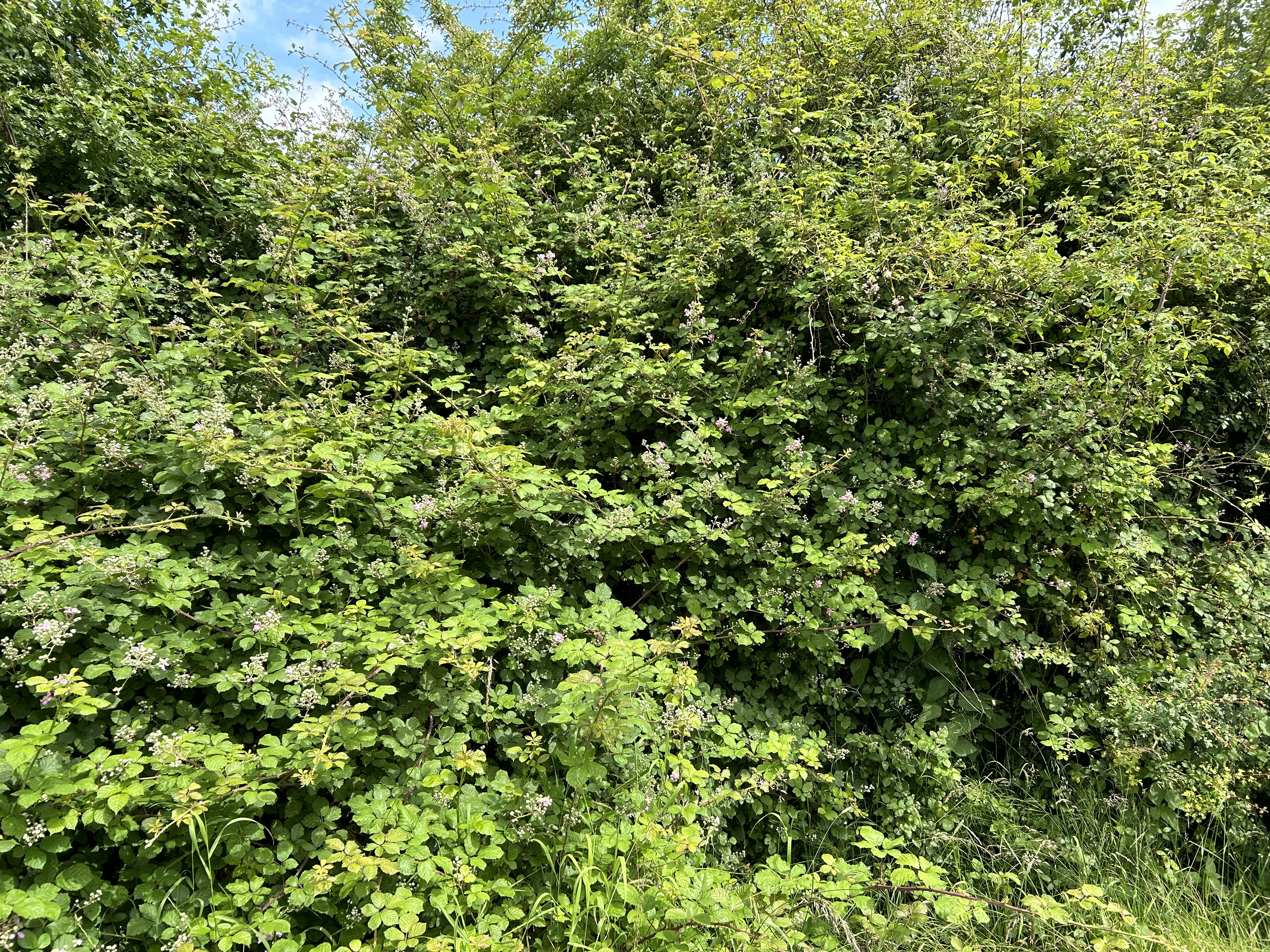
Koebraam in een struweelhaag.
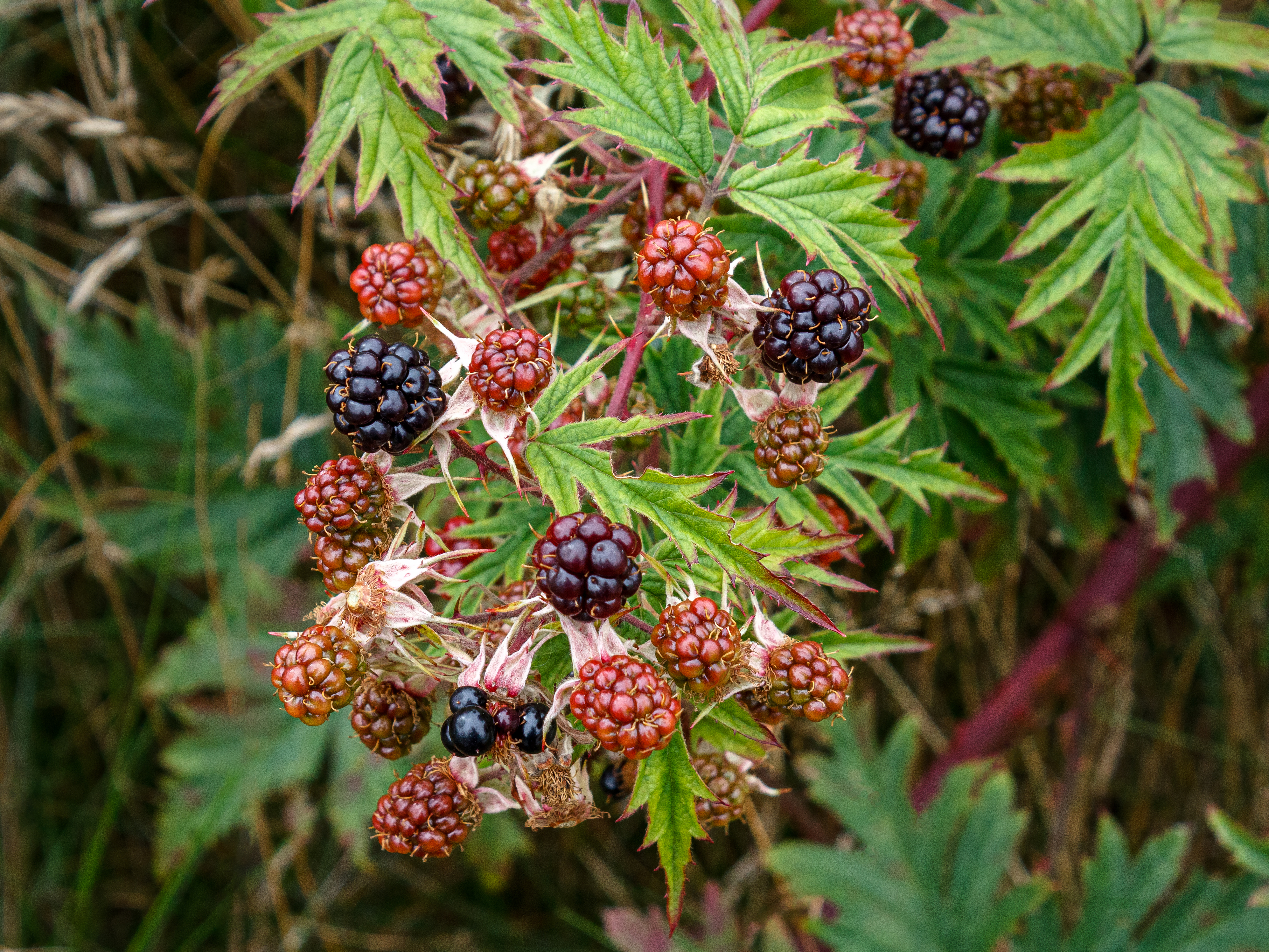
Rijpe en onrijpe vruchten van peterseliebraam.
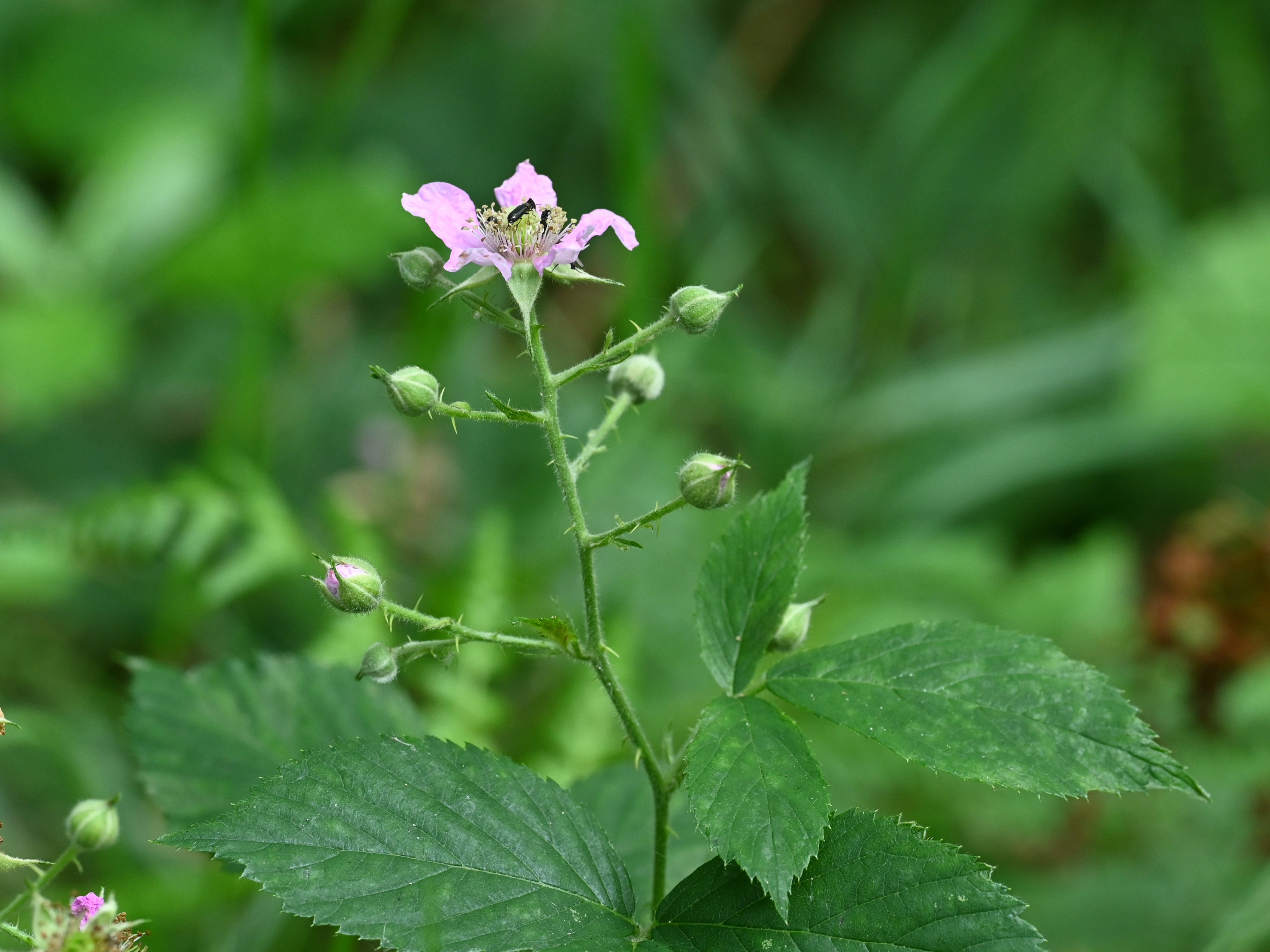
Close-up van de bloeiwijze van rode grondbraam.
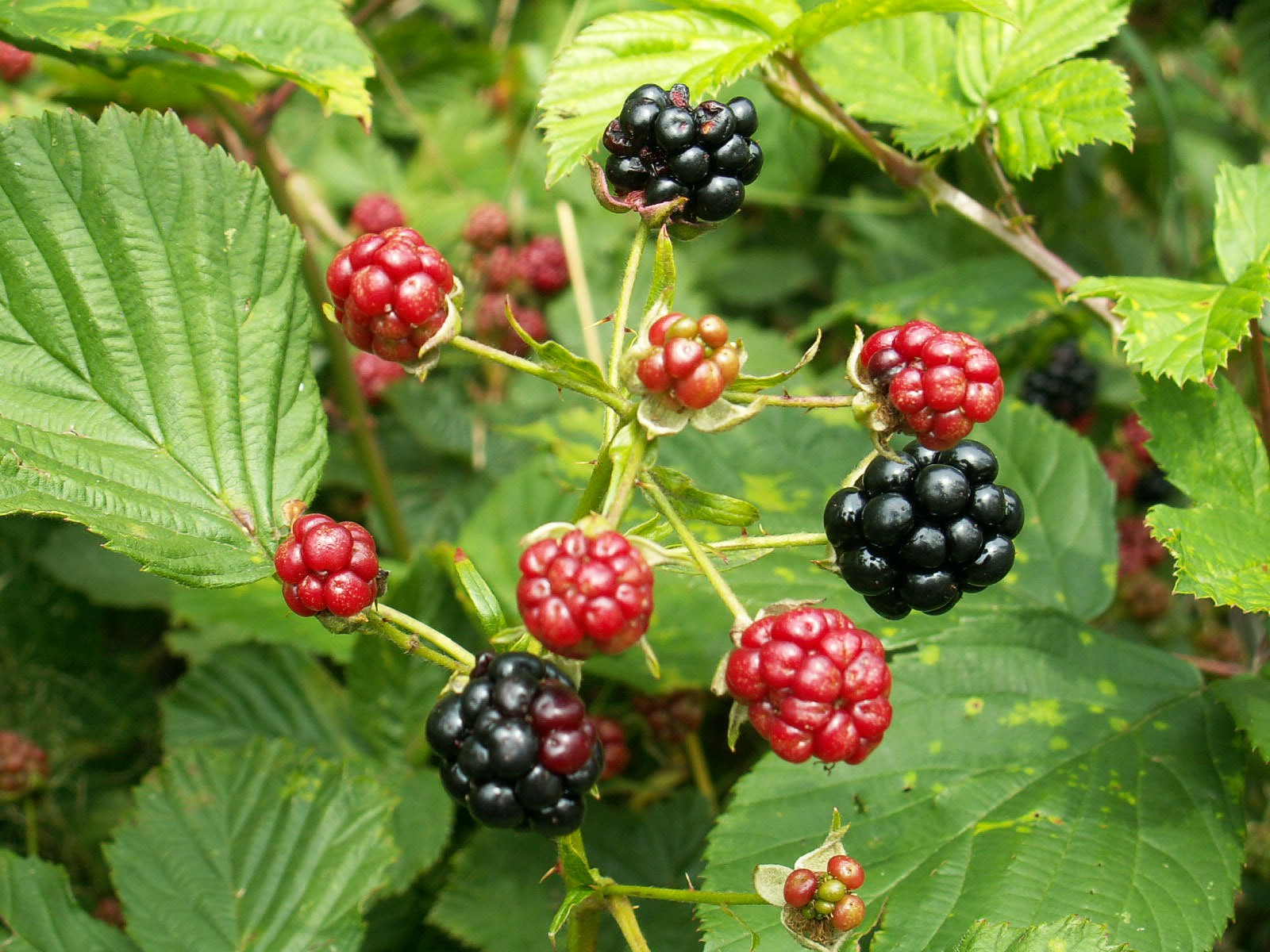
Rijpe en onrijpe vruchten van geplooide stokbraam.
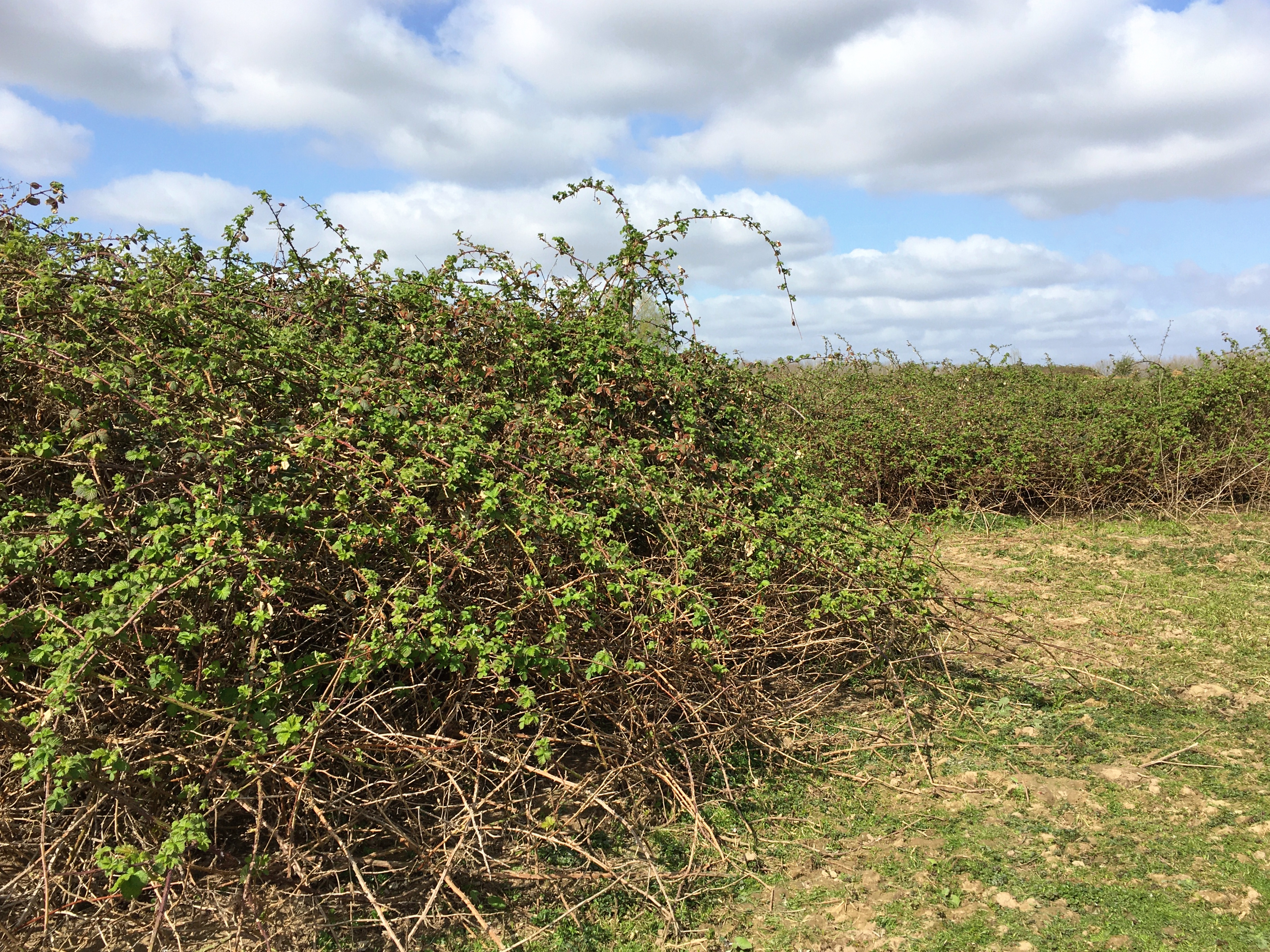
Een derivaatgemeenschap van dijkviltbraam.
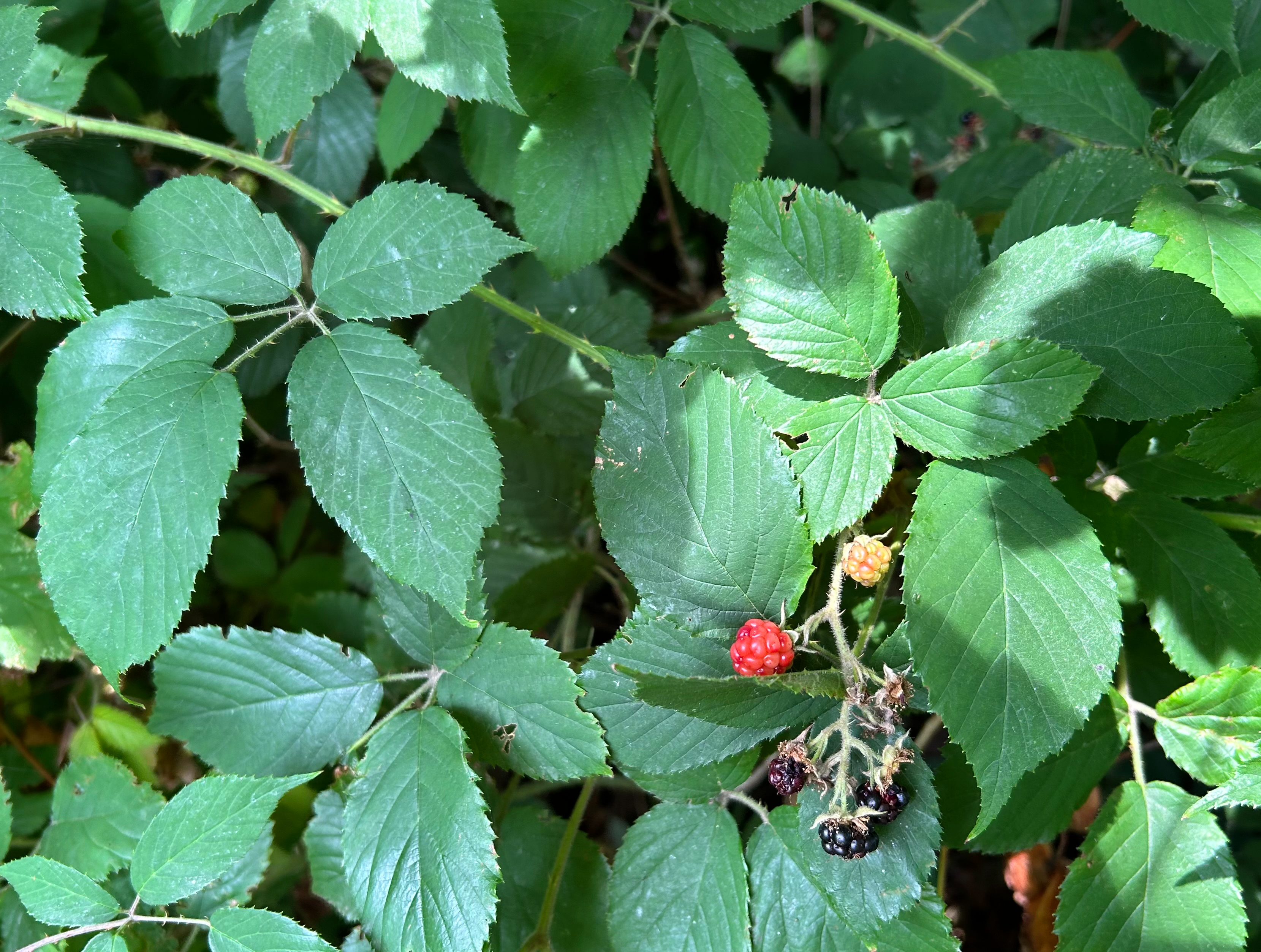
Rijpe en onrijpe vruchten van vuurkambraam.